# Колокольная улица (Санкт-Петербург)
Колоко́льная у́лица — улица в Центральном районе Санкт-Петербурга. Проходит от Владимирского проспекта до улицы Марата.

## История
Была проложена в 1740-х годах по проекту Комиссии о Санкт-Петербургском строении и первоначально именовалась Столовой. В 1770-х годах улица стала называться Басманной, так как на ней жили работники басманной слободы. Своё нынешнее имя улица получила в 1840 году от колокольни Владимирского собора, построенной в 1783 году по проекту Джакомо Кваренги.
В конце XIX — начале XX века застроена доходными домами.
Колокольная улица проходит от Владимирской площади и Владимирского проспекта до улицы Марата. По чётной стороне к ней примыкают Дмитровский и Поварской переулки.
По Колокольной улице проходит неиспользуемая трамвайная линия.

## Достопримечательности

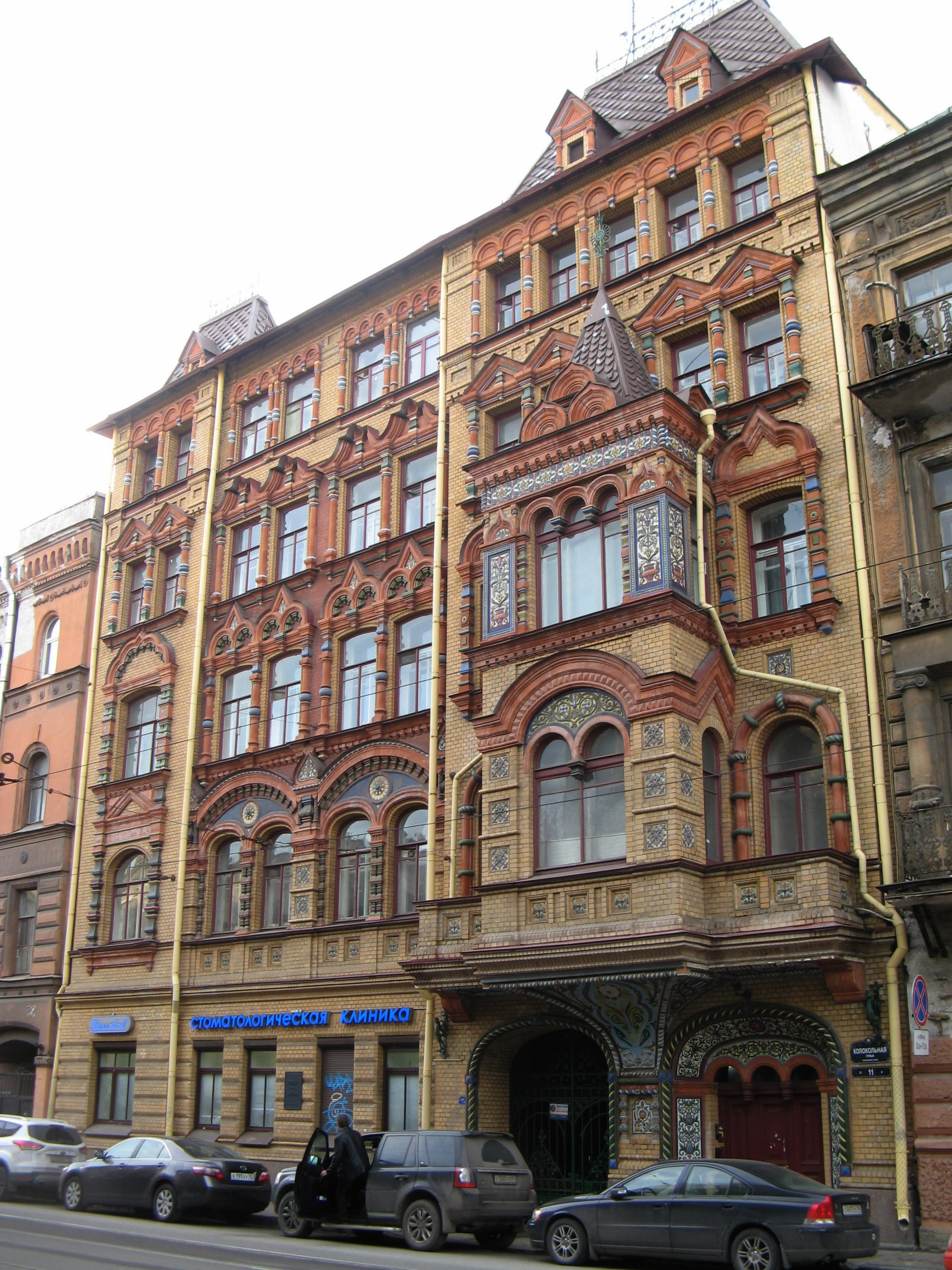
Колокольная, 11

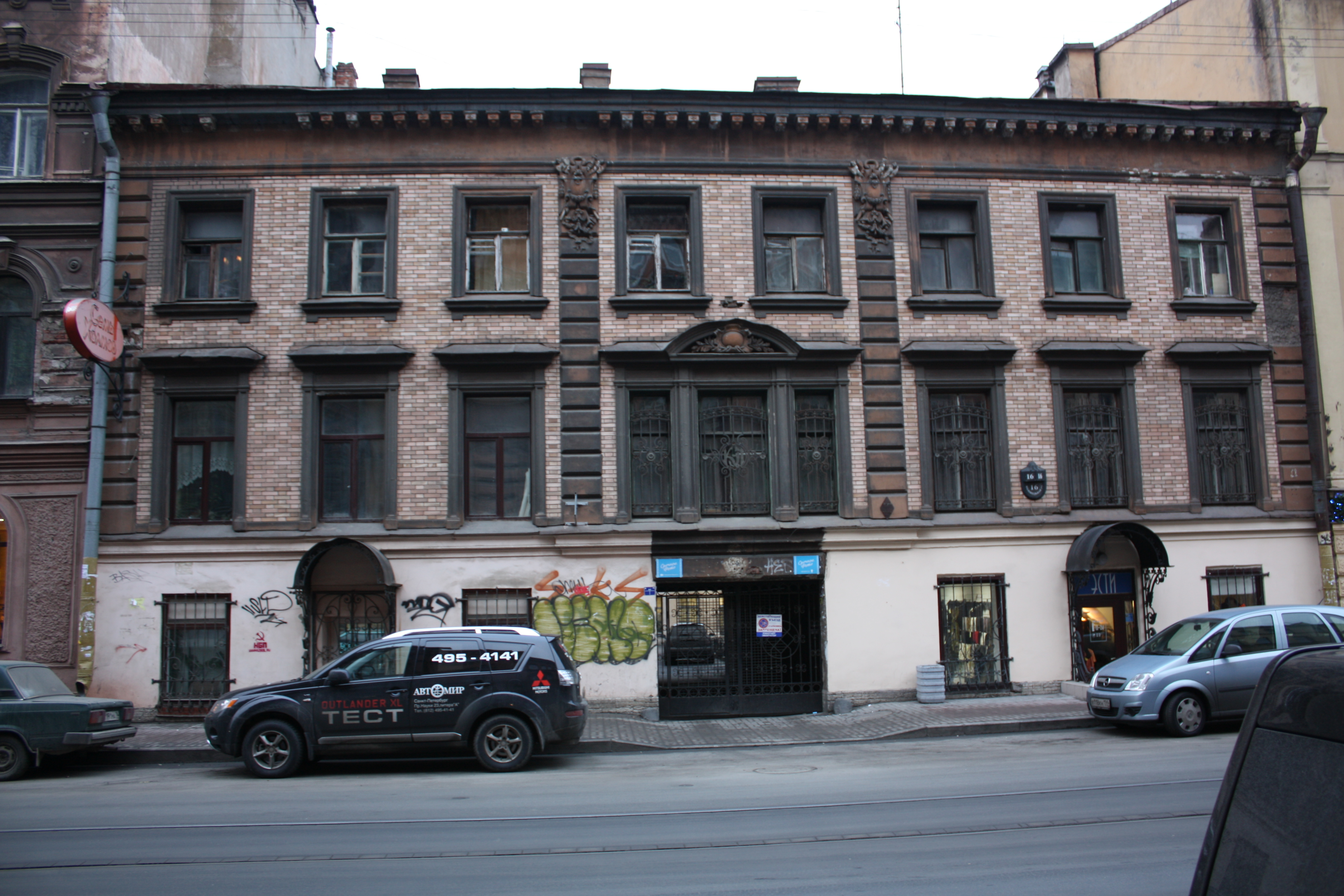
Колокольная, 16

- В доме № 1 в 1918—1923 годах помещалось издательство «Алконост»[3].
- Дом № 3 — построен в 1857 году по проекту архитектора Г. И. Винтергальтера. Здесь с 1862 года располагалась редакция журнала «Русское слово»[4].
- Дом № 5 — дом В. А. Вельяшева, 1878, арх. Н. Ф. Беккер[5].
- Дом № 8 — 1914—1916; собственный дом архитектора А. Л. Лишневского.  памятник архитектуры (вновь выявленный объект)[6]
- Дом № 11 — 1899—1900; доходный дом архитектора Николая Никонова, неорусский стиль. Краснокирпичные фасады здания отличаются ярким майоликовым декором, изразцы для которого изготовила Миргородская художественно-промышленная школа имени Н. В. Гоголя[7]. В 1993 дом получил статус объекта культурного наследия. В 2009 году в здании произошёл пожар, уничтоживший 12 квартир. Из-за ненадлежащего содержания состояние дома стремительно ухудшается[8][9][10]. Летом 2012 года на здании без разрешения надзорных органов надстроили шестой этаж[11][12].  Объект культурного наследия № 7802359000№ 7802359000
- Дом № 13 — дом Шарлотты Николаи, 1851, арх. Карл-Густав Альштрем[13]. Эклектика с элементами неоренессанса.  памятник архитектуры (вновь выявленный объект)[6] В начале XX века в доме жила исполнительница русских романсов Анастасия Вяльцева. В середине 1920-х годов в здании размещадся Третий Государственный музыкальный техникум[14].
- Дом № 14 (Поварской переулок, д. № 14) — дом князя Н. Д. Багратиона-Мухранского; 1879; арх. В. М. Некора. На территории двора ранее находился дом Трубникова, где в 1850-х годах располагалась редакция журнала «Современник» и жили его издатели: Н. А. Некрасов и И. И. Панаев.
- Дом № 16 — Городской сиротский дом им. генерала Г. Г. Белоградского; 1874; военный инженер А. Г. Петров[15].  памятник архитектуры